# Перр Схюрс
Перр Схюрс (нід. Perr Schuurs, 26 листопада 1999, Ньївстадт) — нідерландський футболіст, захисник італійського «Торіно».

## Клубна кар'єра
Вихованець сіттардської «Фортуни». 14 жовтня 2016 року в матчі проти "ВВВ-Венло він дебютував в Ерстедівізі. 6 лютого 2017 року в поєдинку проти дублерів «Аякса» Перр забив свій перший гол за «Фортуну».
На початку 2018 року Схюрс підписав контракт з «Аяксом». Сума трансферу склала 2 млн євро. До літа він був залишений у «Фортуні» на правах оренди. За підсумками сезону Перр допоміг команді вийти в еліту. Всього за рідну команді Схюрс зіграв 60 матчів в усіх турнірах і забив 10 голів.
7 жовтня в матчі проти АЗ він дебютував в Ередівізі за столичний клуб. У 2019 році Схюрс виграв з командою «золотий требл» — чемпіонат, Кубок та Суперкубок Нідерландів.
18 серпня 2022 року за 9 мільйонів євро перейшов до італійського «Торіно».

## Виступи за збірні
Гравець юнацьких та молодіжних збірних Нідерландів. З молодіжною командою поїхав на молодіжний чемпіонат Європи 2021 року в Угорщині та Словенії, де в матчі проти Румунії, відзначився голом.

## Особисте життя
Батько Перра, Ламберт Схюрс — відомий нідерландський гандболіст, а сестра Демі — професіональна тенісистка .

## Досягнення
«Аякс»
- Чемпіон Нідерландів : 2018/19, 2020/21, 2021/22
- Володар Кубка Нідерландів: 2018/19, 2020/21
- Володар Суперкубка Нідерландів: 2019

## Статистика виступів
Станом на 17 січня 2021 
| Клуб              | Сезон             | Ліга | Ліга | Кубок | Кубок | Єврокубки | Єврокубки | Інші | Інші | Разом | Разом |
| Клуб              | Сезон             | Ігри | Голи | Ігри  | Голи  | Ігри      | Голи      | Ігри | Голи | Ігри  | Голи  |
| ----------------- | ----------------- | ---- | ---- | ----- | ----- | --------- | --------- | ---- | ---- | ----- | ----- |
| Фортуна (Сіттард) | 2016/17           | 24   | 2    | 0     | 0     |           |           |      |      | 24    | 0     |
| Фортуна (Сіттард) | 2017/18           | 17   | 5    | 3     | 0     |           |           |      |      | 20    | 5     |
| Фортуна (Сіттард) | 2017/18           | 16   | 3    | 0     | 0     |           |           |      |      | 16    | 3     |
| Фортуна (Сіттард) | Разом             | 57   | 10   | 3     | 0     |           |           |      |      | 60    | 10    |
| → Йонг Аякс       | 2018/19           | 29   | 4    |       |       |           |           |      |      | 29    | 4     |
| → Йонг Аякс       | 2019/20           | 2    | 1    |       |       |           |           |      |      | 2     | 1     |
| → Йонг Аякс       | Разом             | 31   | 5    |       |       |           |           |      |      | 31    | 5     |
| Аякс (Амстердам)  | 2018/19           | 1    | 0    | 3     | 1     | 0         | 0         |      |      | 4     | 1     |
| Аякс (Амстердам)  | 2019/20           | 10   | 1    | 1     | 0     | 5         | 0         | 1    | 0    | 17    | 1     |
| Аякс (Амстердам)  | 2020/21           | 19   | 0    | 2     | 0     | 6         | 0         |      |      | 27    | 0     |
| Аякс (Амстердам)  | Разом             | 30   | 1    | 6     | 1     | 11        | 0         | 1    | 0    | 48    | 2     |
| Всього за кар'єру | Всього за кар'єру | 118  | 16   | 9     | 1     | 11        | 0         | 1    | 0    | 139   | 17    |